# Teun Tolman
Teunus (Teun) Tolman (ur. 22 września 1924 w Oldeholtpade, zm. 30 października 2007 tamże) – holenderski polityk i rolnik, poseł do Tweede Kamer, od 1978 do 1989 poseł do Parlamentu Europejskiego I i II kadencji.

## Życiorys
Syn i wnuk hodowców bydła. Uczęszczał do niższej szkoły rolniczej. Był aktywny w chrześcijańskim stowarzyszeniu farmerów, a także w młodzieżówce partyjnej. Zaangażował się w działalność polityczną w ramach Chrześcijańskiej Unii Historycznej, z którą przystąpił do Apelu Chrześcijańsko-Demokratycznego (od stycznia 1978 był drugim wiceprezesem CDA). Od 1958 do 1967 był radnym i członkiem władz (wethouderem) gminy Weststellingwerf. W latach 1959–1974 należał do rady prowincji Fryzja. Kierował też radą nadzorczą lokalnej spółki wodnej.
Od 1963 do 1979 zasiadał w niższej izbie parlamentu Tweede Kamer, został parlamentarnym rzecznikiem partii ds. rolnictwa i zarządzania wodą. Od 1978 był członkiem Parlamentu Europejskiego, w 1979 i 1984 wybierany w wyborach bezpośrednich. Przystąpił do Europejskiej Partii Ludowej, od 1984 do 1987 zasiadał w jej prezydium. Został przewodniczącym Komisji ds. Rolnictwa, Rybołówstwa i Rozwoju Wsi (1984–1987) i wiceprzewodniczącym Delegacji ds. stosunków z Chińską Republiką Ludową (1987–1989).

## Życie prywatne
Od 1951 żonaty z Doutzen Gerbrandy, miał dwóch synów i dwie córki. Wierny Kościoła reformowanego.
Kawaler Orderu Lwa Niderlandzkiego (1975) i Komandor Orderu Oranje-Nassau (1988).